# ميغيل لافيي
ميغيل لافيي (بالإسبانية: Miguel Angel Lavié da Cunda)‏ هو لاعب كرة قدم أوروغواياني في مركز الدفاع، ولد في 15 أبريل 1986 في لاس بيدراس ‏ في الأوروغواي. شارك مع منتخب الأوروغواي تحت 17 سنة لكرة القدم ومنتخب الأوروغواي تحت 20 سنة لكرة القدم. أما مع النوادي، فقد لعب مع بنيارول وبيلا فيستا وجوفينتود ونادي أفاي ونادي كريسيوما.

## وصلات خارجية
- ميغيل لافيي على موقع قاعدة بيانات كرة القدم.إي يو (الإنجليزية)
- ميغيل لافيي على موقع Soccerway.com (الإنجليزية)